# Azymut geograficzny
Azymut geograficzny – kąt między północną częścią południka geograficznego a danym kierunkiem poziomym. Jak każdy azymut, liczony jest zgodnie z ruchem wskazówek zegara od kierunku północy zdefiniowanego przez południk odniesienia, a jego wartość wyrażana jest w mierze kątowej. Azymut geograficzny wyznaczany jest w terenie z użyciem żyroskopu. Różnica między azymutem geograficznym a azymutem kartograficznym to zbieżność południków.